# 首程控股
首程控股有限公司 (港交所：697)，前身「首長國際企業有限公司」 是中國中央企業首都鋼鐵集團(首鋼集團)旗下的香港上市子公司，主要經營鋼鐵製造及貿易、航運、發電及其他管理服務業務。它的前身是東榮鋼鐵集團有限公司。1992年，首鋼集團夥拍長江實業，分別收購東榮鋼鐵的51%及21%股權，使東榮鋼鐵成為首鋼集團的子公司。1993年起，東榮鋼鐵改稱首長國際。
首程控股是香港老牌紅籌股之一。它在1993年1月以「東榮鋼鐵」名義成為首批9隻恆生香港中資企業指數成份股之一，但在2001年10月被剔出。2008年9月第二度被納入，2010年3月第二度被剔出。2010年8月第三度被納入，2011年6月第三度被剔出。

## 連結
- 首程控股有限公司 （页面存档备份，存于）